# اختفاء براين شافر
براين شافر (ولد في 25 فبراير 1979) طالب طب في جامعة ولاية أوهايو. في ليلة 31 مارس 2006، خرج شافر مع أصدقائه للاحتفال ببداية عطلة الربيع؛ وفي وقت لاحق انفصل عنهم وافترضوا أنه ذهب إلى المنزل. ومع ذلك، سجلت كاميرا أمنية بالقرب من مدخل البار حديثه لفترة وجيزة مع امرأتين قبل الساعة 2 صباحًا، 1 أبريل، ثم على ما يبدو أنه دخل البار مرة أخرى. ولم يشاهد شافر أو يسمع عنه منذ ذلك الحين. وقد حظيت هذه القضية باهتمام وسائط الإعلام الوطنية.
وكان اختفاء شافر محيراً بشكل خاص للمحققين لأنه لم يكن هناك مدخل آخر متاح للجمهور إلى الحانة في ذلك الوقت. لدى شرطة كولومبوس عدة نظريات حول ما حدث؛ تم توجيه بعض الاهتمام والشك إلى صديق شافر الذي رافقه في تلك الليلة ولكنه رفض إجراء اختبارات كشف الكذب فيما يتعلق بالحادث. في حين تم الاشتباه في جريمة قتل، بما في ذلك التورط المحتمل للقاتل المتسلسل المزعوم ذو الوجه المبتسم، فقد تم التكهن أيضًا بأنه قد يكون على قيد الحياة ويعيش في مكان آخر تحت هوية جديدة.

## الإرث
بين اختفاء براين وموته، انضم راندي شافر إلى أسر المفقودين الآخرين في ولاية أوهايو في الضغط على المجلس التشريعي للولاية لإصدار مشروع قانون لإنشاء بروتوكول على مستوى الولاية لمثل هذه الحالات. وفي الوقت الذي اختفى فيه براين، كان الأمر متروكا لفرادى الإدارات في كيفية التعامل مع الحالات، وشعر بعض الآباء أن التحقيقات في اختفاء أقاربهم قد تأثرت نتيجة لذلك. في الوقت الذي مات فيه راندي كان مشروع القانون قد أصبح قانوناً.

## وصلات خارجية
- اعثر على براين شافر، صفحة ويب تم إعدادها من قبل العائلة والأصدقاء